# طائر التعريشة الكبير
طائر التعريشة الكبير (الاسم العلمي: Chlamydera nuchalis)، نوع من طيور التعريشة من جنس الزيان. هو مقيم وشائع الظهور في شمال أستراليا، من المنطقة المحيطة ببروم عبر الطرف العلوي إلى شبه جزيرة كيب يورك وحتى أقصى جنوب جبل إيسا. الموائل المفضلة له هي مجموعة واسعة من الغابات والأراضي الحرجية، وهوامش غابات الكرمة والغابات الاستوائية الموسمية
ومستنقعات الأيكة الساحلية.